# Alberto Carpani
Alberto Carpani (Pavía, 23 de abril de 1956 - Ib., 11 de mayo de 2020), conocido por su nombre artístico Albert One, fue un cantante, disc-jockey y productor italiano, reconocido por sus éxitos de Italo Disco a fines de la década de 1970 y principios de los 80, y su lanzamiento en Eurodance Sing a Song Now Now en 1999 como AC One.

## Biografía
Comenzó a cantar muy joven en un grupo provincial. En 1982 llegó el primer éxito dance titulada Yes-No Family escrita por Enrico Ruggeri e interpretada bajo el seudónimo de Jock-Hattle. Alcanzó el reconocimiento en 1983 con el lanzamiento de la canción Turbo Diesel para Baby Records, resultando ser un éxito mundial. Más tarde salieron otros sencillos como Heart on fire, Lady O y Secrets. También en estos años Albert One fue el productor de sencillos Lorella Cuccarini, Heather Parisi y Raffaella Carrà. En 1999 tuvo un gran éxito con el éxito Sing a Song Now Now. También produjo un remix de la banda sonora de Merry Christmas Mr. Lawrence, interpretada por Raffaele Fiume. En el mismo período fundó el grupo Clock on Five. También cantó en AlbertOne Live Band, interpretando nuevamente sus éxitos y grabando versiones de otras canciones de los géneros Italo disco y dance de los años ochenta.

## Polémica
En octubre de 2014, acusó a Zucchero Fornaciari de plagio, alegando que la melodía del estribillo de la canción Quale senso abbiamo noi fue copiada de la de su canción Sunshine, lanzada en el año 2003. Las acusaciones resultaron infundadas y en marzo de 2018 se resolvió la absolución completa de Zucchero y la compañía discográfica Universal Music Group. En particular, el Consultor Técnico de la Oficina concluyó "afirmando la inexistencia del requisito de originalidad de la obra musical, siendo un fragmento muy común y ampliamente explotado en todos los géneros y campos musicales". El Tribunal de Milán, por lo tanto, consideró que "el núcleo melódico corto no es protegible, ya que es trivial y generalizado (tanto que también es utilizado por compositores muy clásicos que datan de ese momento), por lo que carece de originalidad real" y rechaza "el reclamo actual por la deficiencia la originalidad del estribillo del que se quejaba el plagio y la presencia de diferencias sustanciales entre las dos piezas, en particular, del componente armónico ".

## Trayectoria
Carpani fue conocido en la década de 1980. Lanzó los sencillos "Yes-No Family", "Turbo Diesel", "Heart on Fire", "Lady O", "For Your Love", "Secrets", "Hopes & Dreams", "Everybody", "Visions", y "Loverboy". Fueron lanzados por ZYX Music and Baby Records (Italia). Aparte de su nombre artístico con el que se dio a conocer, usaba seudónimos tales como A1, Jock Hattle, Albert One y A.C. One. Estuvo involucrado en muchos proyectos de Italo Disco como Clock On 5, Enola, Funny Twins, Tom Dollar y X-One.
Sus singles han aparecido en varias compilaciones. "Turbo Diesel" apareció en High Energy (1984), "Lady O" apareció en 38.º De Sannido (1985), Sannido Discoteca (1985), "Secrets" apareció en Fior Di Loto 1 (1986), The Best Of Italo Disco vol. 7 (1986), y Discomix vol. 2 (1986). "Hopes & Dreams" apareció en The Best Of Italo-Disco Vol. 9 (1987), "For Your Love" se incluyó en The Best Of Italo-Disco Vol. 8 (1987), "Vision" apareció en The House Sound Of Europe - vol. V - 'Casa Latina (1989), "Hopes And Dreams" en City Dance Music 2 (1989), "Loverboy" aparece en el Best Disco Vol. 7 (1989) y "This Is Real" en Gira La Palla Compilation (1993). El remix de Albert One de "Mandy" de Barry Manilow apareció en Mixage (1999) y Feten Boot Mix Vol. 1 (1999). El último gran éxito de Alberto Carpani, el sencillo de 1999 "Sing a Song Now Now" alcanzó el número 6 en las listas de música españolas.

## Muerte
Fue ingresado en el hospital Maugeri a causa de una neumonía. Falleció en Italia el 11 de mayo de 2020 a los sesenta y cuatro años por un problema pulmonar crónico que padecía desde hace mucho tiempo entre otras dolencias. Su test de Covid 19 fue negativo.

## Discografía

### Álbum
| Artista    | Título    | Detalles                                  |
| ---------- | --------- | ----------------------------------------- |
| Albert One | Everybody | - Release date: 1988 - Label: (ZYX Music) |

## Sencillos
- "Turbo Diesel" (1984)
- "Heart on Fire" (1985)
- "Lady O" (1985)
- "For Your Love" (1986)
- "Secrets" (1986)
- "Hopes & Dreams" (1987)
- "Everybody" (1988)
- "Visions" (1988)
- "Loverboy" (1989)
- "All You want" (1993)
- "Mandy" (1998)
- "Music" (2002)
- "Face to Face" (2015)
- "All For One" (2017)[5]